# Allée Celestino-Alfonso
L'allée Celestino-Alfonso est une voie située dans le 13e arrondissement de Paris.

## Situation et accès
Elle représente le terre-plein central, aménagé en rambla, de l'avenue de France, dans le prolongement au sud de la promenade Jules-Isaac.

## Origine du nom
Depuis le 25 mai 2024, elle porte le nom du républicain espagnol Celestino Alfonso (1916-1944).